# Merced
Merced är en stad i Merced County i centrala Kalifornien, USA. Merced är administrativ huvudort (county seat) i Merced County.